# Gustaf Adolfskyrkan, Hamburg
Gustaf Adolfskyrkan (tyska: Schwedische Gustaf-Adolfskirche) är en kyrkobyggnad i Hamburg-Neustadt i Tyskland. Kyrkan tillhör Svenska kyrkan, och byggdes 1906-1907.
1883 startade Evangeliska Fosterlandsstiftelsen sin verksamhet i Hamburg och tog hand om svenskar som levde i Hamburg med omnejd samt svenska sjöman som låg i hamnen. 1903 köpte Evangeliska Fosterlandsstiftelsen fastigheten på Ditmar-Koel-Strasse. Kyrkan ritades av den norska arkitekten Thomas Yderstad. Bygget påbörjades 1906 och 12 maj 1907 invigdes kyrkan av ärkebiskopen Johan August Ekman. 
Kyrkan var en av få byggnader vid Hamburgs hamn som inte förstördes under andra världskriget.
Det minskade antalet svenska sjömän i Hamburg samtidigt som antalet svenskar som bor i Hamburg steg gjorde att kyrkan omvandlades från en sjömanskyrka till en församlingsskyrka inom Svenska kyrkan 1996.